# Jahodná
Jahodná este o comună slovacă, aflată în districtul Dunajská Streda din regiunea Trnava. Localitatea se află la altitudinea de 114 m deasupra n.m., se întinde pe o suprafață de 15,69 km2 și în 2017 număra 1.564 de locuitori.

## Istoric
Localitatea Jahodná este atestată documentar din 1539.

## Demografie
| An:                | 1994 | 2004   | 2014   | 2024   |
| ------------------ | ---- | ------ | ------ | ------ |
| Număr de persoane: | 1422 | 1440   | 1534   | 1666   |
| Diferență:         |      | +1,26% | +6,52% | +8,60% |

| An:                | 2023 | 2024   |
| ------------------ | ---- | ------ |
| Număr de persoane: | 1657 | 1666   |
| Diferență:         |      | +0,54% |